# La Quintana de Rueda
La Quintana de Rueda es una entidad de población española del municipio de Villarcayo de Merindad de Castilla la Vieja, perteneciente a la provincia de Burgos, en la comunidad autónoma de Castilla y León.

## Toponimia
El lugar puede aparecer referido como «La Quintana de Rueda» y «La Quintanilla de Rueda».

## Historia
Hacia mediados del siglo XIX, el lugar pertenecía al ayuntamiento de Merindad de Castilla la Vieja. Aparece descrito en el decimotercer volumen del Diccionario geográfico-estadístico-histórico de España y sus posesiones de Ultramar de Pascual Madoz con las siguientes palabras:

QUINTANILLA DE RUEDA (la): l. en la prov.. dióc., aud. terr., c. g. de Búrgos (14 1/4 leg.), part. jud. de Villarcayo (1/2) y ayunt. titulado de la merindad de Castilla la Vieja (medio cuarto): sit. en un llano con buena ventilacion y clima frio, siendo los costipados las enfermedades que mas comunmente se padecen. Cuenta 26 casas; escuela de primera enseñanza, que solo está abierta durante la temporada de invierno, y concurren á ella 16 alumnos de ambos sexos, dotada con 10 fan. de trigo, que le satisfacen los padres de aquellos; una fuente de aguas gruesas y de mala caliadd, á 500 pasos S. del pueblo, de las cuales se proveen los vec. para sus usos; una igl. parr. matriz (San Miguel), servida por un cura párroco y un sacristan, y está unida á la de la Abadía de Rueda, siendo el curato de provision del conde de Bornos: el cementerio se halla fuera de la poblacion. Confina el term. N. Campo; E. Villacanes y dicha Abadia de Rueda; S. Ciguenza, y O. Casillas. El terreno es secano y de 1.ª, 2.ª y 3.ª clase. caminos: hay 2 que conducen el uno, de Villanueva Sadrero á Villarcayo, y el otro de este á Espinosa de los Monteros; ambos se hallan en mal estado, especialmente el último. La correspondencia se recibe de la cap. del part. por los mismos interesados. prod.: cereales y legumbres de todas clases, yerbas de pasto y lino; cria ganado lanar y caza de codornices. ind.: la agrícola. Para la pobl, riqueza y contr. (V. el cuadro sinóptico del part.)
(Madoz, 1849, p. 333)

En la actualidad, pertenece al municipio de Villarcayo de Merindad de Castilla la Vieja. En 2024, la entidad singular de población tenía empadronados veintinueve habitantes y el núcleo de población, los mismos.